# الكون في كفة (مسلسل)
الكون في كفة، مسلسل تلفزيوني كويتي. إنتاج عام 2020، وعرض في شهر رمضان. للمؤلف علي الدوحان وإخراج سائد بشير الهواري. تدور أحداث المسلسل بشكل درامي اجتماعي ضاحك. حول «شمور» (إلهام الفضالة) المرأة المتسلطة تملك منزل تعيش فيه مع أمها واخوانها من الأم مع زوجاتهم وسط تحكمها وأوامرها السليطة عليهم، إلى أن تقع في الحب كما وتحصل العديد من المواقف الحزينة والكوميدية خلال الحلقات.

## الفنانين المشاركين بالعمل
| الممثل           | الشخصية | ملاحظات                                    |
| ---------------- | ------- | ------------------------------------------ |
| إلهام الفضالة    | شمور    | الأخت الكبرى، وتدور الأحداث حولها          |
| طيف              | بيبي    | والدة شمور، وبعد طلاقها تزوجت من أبو يعقوب |
| محمود بوشهري     | يعقوب   | الاخ الأول لشمور من الأم                   |
| مرام             | لولوة   | زوجة يعقوب                                 |
| فهد باسم         | فهد     | الأخ الثالث لشمور من الأم                  |
| عبد الله بهمن    | عيسى    | زوج شمور                                   |
| عبد الله الطليحي | حسين    | الأخ الثاني لشمور من الأم                  |
| في الشرقاوي      | مها     | زوجة حسين الثانية                          |
| ناصر عباس        | عزيز    | الأخ الأصغر لشمور                          |
| إيمان الحسيني    | حور     | زوجة حسين الأولى                           |
| ليالي دهراب      | نور     | زوجة فهد                                   |
| كفاح الرجيب      | سمر     | زوجة عزيز                                  |
| شهد سلمان        | فوزية   | والدة عيسى                                 |
| محمد الأنصاري    | مشاري   | صديق فهد                                   |
| جنى الفليكاوي    | فله     | اخت شمور من الأب                           |
| ملك أبو زيد      | ملك     | ابنة يعقوب                                 |